# Кантональная полиция
Кантональная полиция (фр. Police cantonale, нем. Kantonspolizei, романш. Polizia Chantunala, итал. Polizia cantonale) — это правоохранительные органы каждого из 26 кантонов Швейцарии. Правоохранительные органы в Швейцарии в основном находятся в ведении 26 кантонов Швейцарии, в каждом из которых действуют кантональные полицейские ведомства. В некоторых городах также действуют муниципальные органы полиции, как это предусмотрено кантональным законодательством. Федеральное правительство предоставляет специализированные услуги и отвечает за охрану швейцарской границы.
26 кантональных полицейских ведомств и многочисленные муниципальные органы полиции составляют основу швейцарских правоохранительных органов. Они не подчиняются федеральным властям. Их командиры подчиняются главе соответствующего кантонального или муниципального департамента полиции, который является членом кантонального или муниципального управляющего совета.
Подготовка полицейских проводится в кантональных академиях службы и в Межкантональной Школе Полиции Хитцкирх, объединенной полицейской академии двенадцати полицейских агентств, созданной в 2007 году. По всей Швейцарии с полицией можно связаться по телефону службы экстренной помощи 1-1-7 или по международному номеру 1-1-2.

## Организация
В настоящее время полномочия полиции осуществляются кантонами, которые считаются суверенными государствами в рамках Конфедерации. Организация кантональных полицейских сил обычно отражает структуру страны, язык которой является основным языком этого кантона.
Во франкоязычных кантонах полиция разделена на две части:
- жандармерия — регулярная полиция, которая выполняет задачи полицейского патрулирования и реагирования, а также может проводить уголовные расследования.
- sûreté («охрана» или «безопасность»), следователи, работающие в Департаменте уголовного розыска (преступления средней и серьезной тяжести)

В немецкоязычных кантонах полиция разделена на три отдела:
- Kriminalpolizei (криминальная полиция), которая расследует преступления и проводит уголовные расследования (аналогично sûreté).
- Schutzpolizei («полиция безопасности» или «защиты»), которые отвечают на вызовы службы экстренной помощи и проводят патрулирование (аналогично жандармерии).
- Autobahnpolizei (дорожный патруль), которые следят за соблюдением правил дорожного движения и расследуют дорожно-транспортные происшествия.

В италоязычных кантонах полиция разделена на географические районы.